# Trippstadt
Trippstadt – miejscowość i gmina w Niemczech, w kraju związkowym Nadrenia-Palatynat, w powiecie Kaiserslautern, wchodzi w skład gminy związkowej Landstuhl. Do 30 czerwca 2019 wchodziła w skład gminy związkowej Kaiserslautern-Süd.